# یونهیکو کیتاگاوا
یونهیکو کیتاگاوا (انگلیسی: Yonehiko Kitagawa; ۹ ژوئن ۱۹۳۱ – ) بازیگر، و صداپیشه اهل ژاپن بود.